# Limón (province)
Pour les articles homonymes, voir Limon.
Limón est une province du Costa Rica située le long de la côte de la Mer des Caraïbes à l'est du pays. 
Elle est la seule des sept provinces du Costa Rica à avoir une façade maritime sur l'océan Atlantique.
Le Limón est délimité par quatre provinces costariciennes; au nord-ouest, la province de Heredia, à l'ouest, la province de Cartago, au sud-ouest, la province de San José et, au sud-est, la province de Puntarenas. 
Elle est de plus frontalière de deux pays; au nord, le Nicaragua que sépare le río San Juan qui se jette dans la mer des Caraïbes et, au sud, le Panama.
Sa capitale Puerto Limón ou Limón est comme son nom l'indique une ville portuaire située sur le littoral caribéen, à 152 kilomètres à l'est de la capitale San José. 
Disposant de deux grands bassins portuaires, il est le plus grand port maritime du Costa Rica, sur l'océan Atlantique, étant de plus le plus important centre économique de la province.
Deux langues sont parlées dans la province : l'espagnol et un anglais créole (venu de la Jamaïque).

## Cantons
La province de Limón est divisée en 6 cantons et 27 districts. Les cantons (et leurs chefs-lieux) sont les suivants :
- Limón (Limón)
- Pococí (Guápiles)
- Siquirres (Siquirres)
- Talamanca (Bratsi (en))
- Matina (Matina (en))
- Guácimo (Guácimo)

## Divers
Depuis 2016 la province a le plus gros barrage d'Amérique Centrale (en 2025), qui a formé le réservoir de Reventazón.

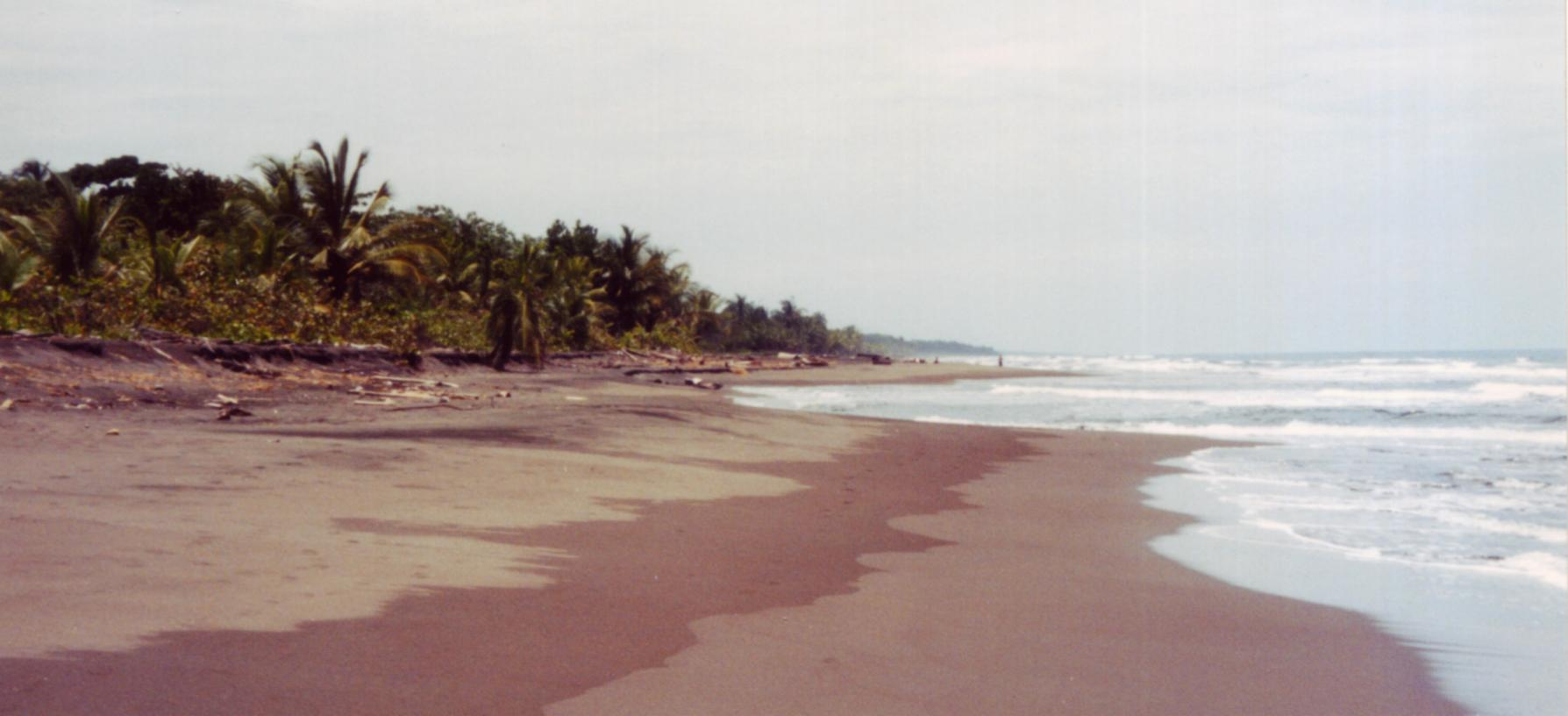
Côte de la mer des Caraïbes dans le parc national de Tortuguero